# 第9太陽週期

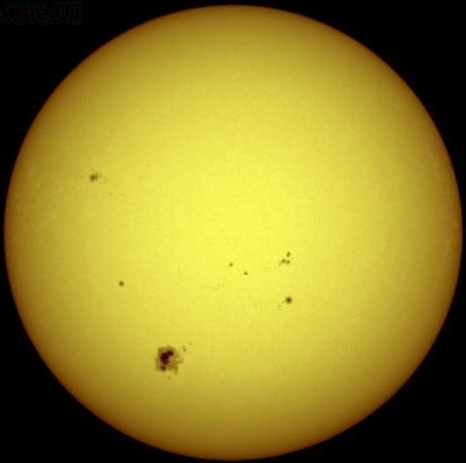
太陽和一些可見的黑子。

第9太陽週期是從1755年開始紀錄太陽黑子活動以來的第9個太陽週期 。這個週期開始於1843年7月，結束於1855年12月，持續了12.4年。在這個週期內的最大平滑黑子數(超過12個月期間的黑子月平均數值)為131.9，最小的數值為3.2，在這個週期內總共約有654天沒有黑子。